# Urraul Bajo
Urraul Bajo è un comune spagnolo di 269 abitanti situato nella comunità autonoma della Navarra.